# Tom O'Sullivan
Tom O'Sullivan, né le 15 novembre 1978, est un joueur de football gaélique irlandais jouant pour le club de Rathmore GAA et pour le Comté de Kerry au poste d’arrière gauche.
O’Sullivan n’a jamais été sélectionné dans les équipes de jeunes du Comté de Kerry. Sa carrière prit de l’ampleur dans la catégorie des moins de 21 ans quand il remporta avec l’équipe du Kerry le titre national en 1998.
Il fit ses débuts en équipe première en 1999 en National Football League contre Cork GAA. Il a gagné le All-Ireland Senior Football Championship quatre fois en 2000, 2004, 2006 et 2007.
Il a été 4 fois dans l’équipe de l’année du football gaélique en 2000, 2004, 2005 et 2009.